# Leoni Leo
Leoni Leo (subtitulada La vida de un aventurero armenio) es una película húngara de aventuras de 1917 dirigida por Alfréd Deésy y protagonizada por Béla Lugosi. Se cree que es la primera aparición de Bela Lugosi en una película (acreditada como "Arisztid Olt"). El guion de Jozsef Pakots fue adaptado de la novela original de George Sand llamada Leone Leoni. La novela original estaba ambientada en Venecia, pero la película cambió el escenario a Bruselas. Los escenarios fueron diseñados por Sironthai Istvan.

## Trama
Lugosi interpreta al noble bandido Baron Leone Leo, quien lidera un grupo de caballeros pícaros conocidos como "los Diez". Engaña a Juliette, cuyo padre es el joyero más rico de Bruselas, haciéndole creer que está enamorado de ella, pero en realidad solo la persigue por su dinero.

## Elenco
- Norbert Dan
- Béla Lugosi como Leoni Leo (acreditado como Arisztid Olt)
- Annie Góth como Juliette
- Lilla Bársony como Princesa Zagarolo
- Róbert Fiáth como Marquis Lorenzo
- Lajos Gellért como Róbert (acreditado como Viktor Kurd)
- Marel Rolla como Carmen
- Gusztáv Turan como Mario
- Klara Pet
- Loth Ila
- Richard Kornay